# Cyan
Pour les articles homonymes, voir Cyan (homonymie).

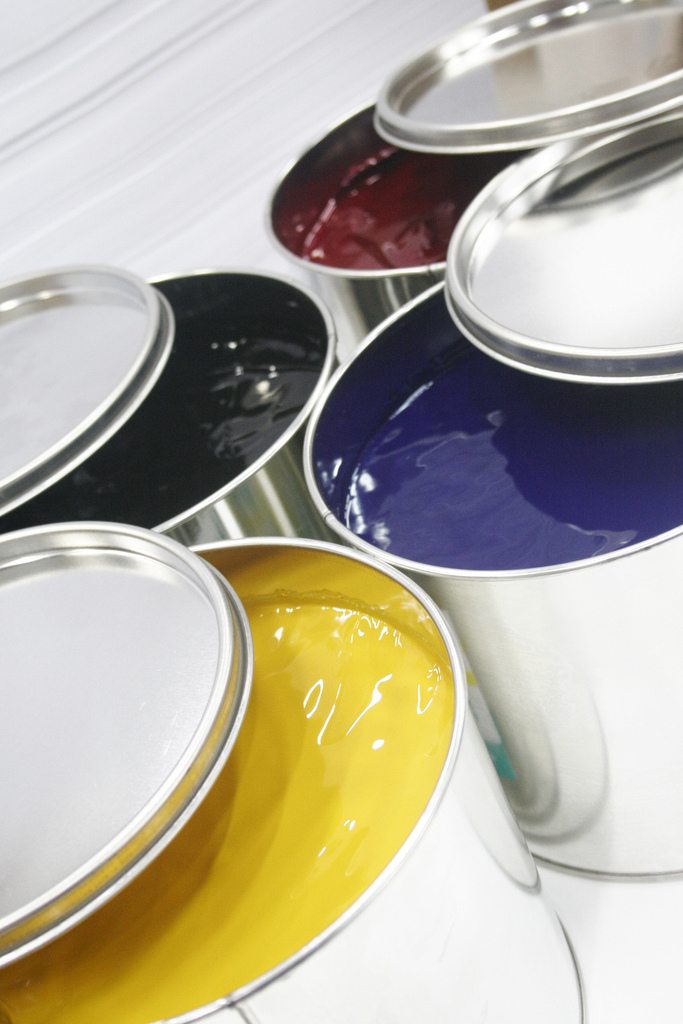
Encres offset quadrichromie, le cyan à droite.

Le cyan est, par définition, la couleur primaire complémentaire du rouge, dans la synthèse soustractive des couleurs utilisée en photographie argentique en couleurs et en imprimerie.
Avant la fin du XIXe siècle, le préfixe cyan était utilisé en chimie pour désigner les produits « ayant une affinité pour le bleu ».

## Colorimétrie et perception des couleurs

Courbes de réflectance ISO des encres CMY et du papier pour l'impression quadrichromie.

Le cyan est un bleu-vert. En synthèse soustractive des couleurs, chaque colorant retranche du blanc de départ une partie des rayonnements lumineux. La chromaticité ne suffit pas à définir un colorant. Il faut spécifier la courbe d'absorption spectrale.
En photographie argentique en couleurs, la caractéristique du colorant cyan est déterminée par les colorants coupleurs associés à la couche sensible au rouge obtenus au développement chromogène par réaction de la p-phénylène diamine du développeur, oxydée pendant le processus, sur un phénol ou un naphtol, corrigée par des masques.

### Imprimerie
En imprimerie, la norme ISO 2846 fixe la courbe d'absorption spectrale et la transparence des encres afin de permettre une reproduction uniforme en quadrichromie. Les coordonnées trichromatiques de l'encre dans le système CIE xy sont x = 0,153, y = 0,196 avec une luminance relative Y = 4,9 ; dans l'espace chromatique uniforme CIE UVW 1964, elles sont U = -54,5, V = 50,9, W = 52,9.
Avec les encres magenta, jaune et noire, le cyan est utilisé dans toutes les imprimantes couleurs à jet d'encre, à sublimation ou à laser. Certaines imprimantes à jet d'encre utilisent deux nuances de cyan : le cyan normal et le cyan clair (light cyan). Le cyan est une couleur assez sombre (en langage d'imprimeur on dit qu'elle « dessine »). Dans les nuances claires, les gouttelettes éparses que dépose l’imprimante pour produire de la couleur deviennent visibles comme une granulation. Avec une encre claire, ces gouttelettes sont plus serrées et moins distinctes.
Les nuances de bleu les plus claires d'une photo seront donc imprimées à l'aide d'une encre cyan claire. Certaines imprimantes professionnelles utilisent trois encres cyan : le cyan normal, un cyan clair à 50 % et un cyan ultra-clair à 25 %, toujours dans le but d'obtenir les nuances les plus douces sans effet de granulation.
Le cyan utilisé en imprimerie est loin de l'idéal d'une teinture bloc, ce qui empêche l'impression de couleurs à la fois lumineuses et pures. Comme l'encre absorbe une certaine quantité de rayonnements bleus et verts, en plus du rouge qu'elle doit absorber entièrement, lorsqu'on augmente la concentration, on diminue inévitablement la luminosité.

### Informatique
Les concepteurs des noms de couleur X11, dont les définitions sont passées en HTML, CSS et SVG, ont défini plusieurs couleurs cyan ou de même teinte.
Le mot-clé cyan, comme le mot-clé aqua, renvoie un code de couleur donnant le rouge à zéro et les deux autres primaires à l'intensité maximale, c'est-à-dire la complémentaire exacte de la couleur primaire rouge de la synthèse additive.
Le mot-clé darkCyan (« Dark Cyan », cyan foncé) renvoie le code de couleur (r=0, v=139, b=139).
Le mot-clé teal (sarcelle) renvoie un code de couleur (r=0, v=128, b=128).
Le mot-clé Azure renvoie le code de couleur (r=240, v=255, b=255), c'est-à-dire la même teinte très lavée de blanc.
Le mot-clé darkSlateGrey (« Dark Slate Grey », Gris ardoise foncé) renvoie le code de couleur (r=47, v=79, b=79), de même valeur de teinte.

## Étymologie
Ce mot provient du grec ancien κύανος, kuanos, « bleu sombre », ou du sanskrit, shyam, « cyan ».
Il ne désigne une couleur que depuis la fin du XIXe siècle, proposé pour désigner la couleur de l'encre destinée à l'impression en couleurs.